# Eva González Fernández
Eva González Fernández (Palacios del Sil, el Bierzo, 1918 - 2007) fou una escriptora lleonesa. De jove va viure a diferents ciutats d'Espanya, i durant la guerra civil espanyola hagué de viure un temps amagada al bosc fins que pogué marxar a Astúries a causa de les seves simpaties republicanes. Cap a la dècada de 1970 començà a escriure poesies i contes en la varietat occidental del lleonès (també anomenat patsuezu). Va rebre diversos premis i homenatges, però des del 1995 va patir alzheimer i deixà d'escriure.
És mare de Roberto González-Quevedo, membre de l'Academia de la Llingua Asturiana. El 2003 l'ajuntament de Lleó li va donar el nom a un carrer.

## Obres
- Poesías ya cuentus na nuesa tsingua (1982)
- Poesías ya hestorias (1980)
- Bitsarón (1981) musicats per Vicenç Acuña
- Xentiquina (1983)
- Xeitus (1985)
- Brañas d'antanu ya xente d'anguanu (1990), musicada i interpretada per Gatos del Fornu.